# Stráž (Sušice)
Stráž je samota, část města Sušice v okrese Klatovy v Plzeňském kraji. Nachází se asi 4,5 kilometru jihozápadně od Sušice. Stráž leží v katastrálním území Dolní Staňkov o výměře 6,29 km².

## Historie
První písemná zmínka o vesnici pochází z roku 1790.

## Obyvatelstvo
| Rok            | 1869 | 1880 | 1890 | 1900 | 1910 | 1921 | 1930 | 1950 | 1961 | 1970 | 1980 | 1991 | 2001 | 2011 | 2021 |
| -------------- | ---- | ---- | ---- | ---- | ---- | ---- | ---- | ---- | ---- | ---- | ---- | ---- | ---- | ---- | ---- |
| Počet obyvatel | 21   | 22   | 24   | 23   | 22   | 23   | 20   | 5    | 4    | 5    | 3    | 1    | 1    | 1    | 2    |
| Počet domů     | 4    | 5    | 5    | 5    | 5    | 4    | 4    | 3    | 3    | 2    | 1    | 1    | 2    | 2    | 2    |

## Obecní správa
Při sčítání lidu v letech 1850–1920 Stráž byla osadou obce Maršovice v okrese Sušice. V letech 1921–1949 byla osadou obce Dolní Staňkov v okrese Sušice. V letech 1950–1959 byla osadou obce Volšovy v okrese Sušice. Od roku 1960 je částí města Sušice v okrese Klatovy.

## Další fotografie

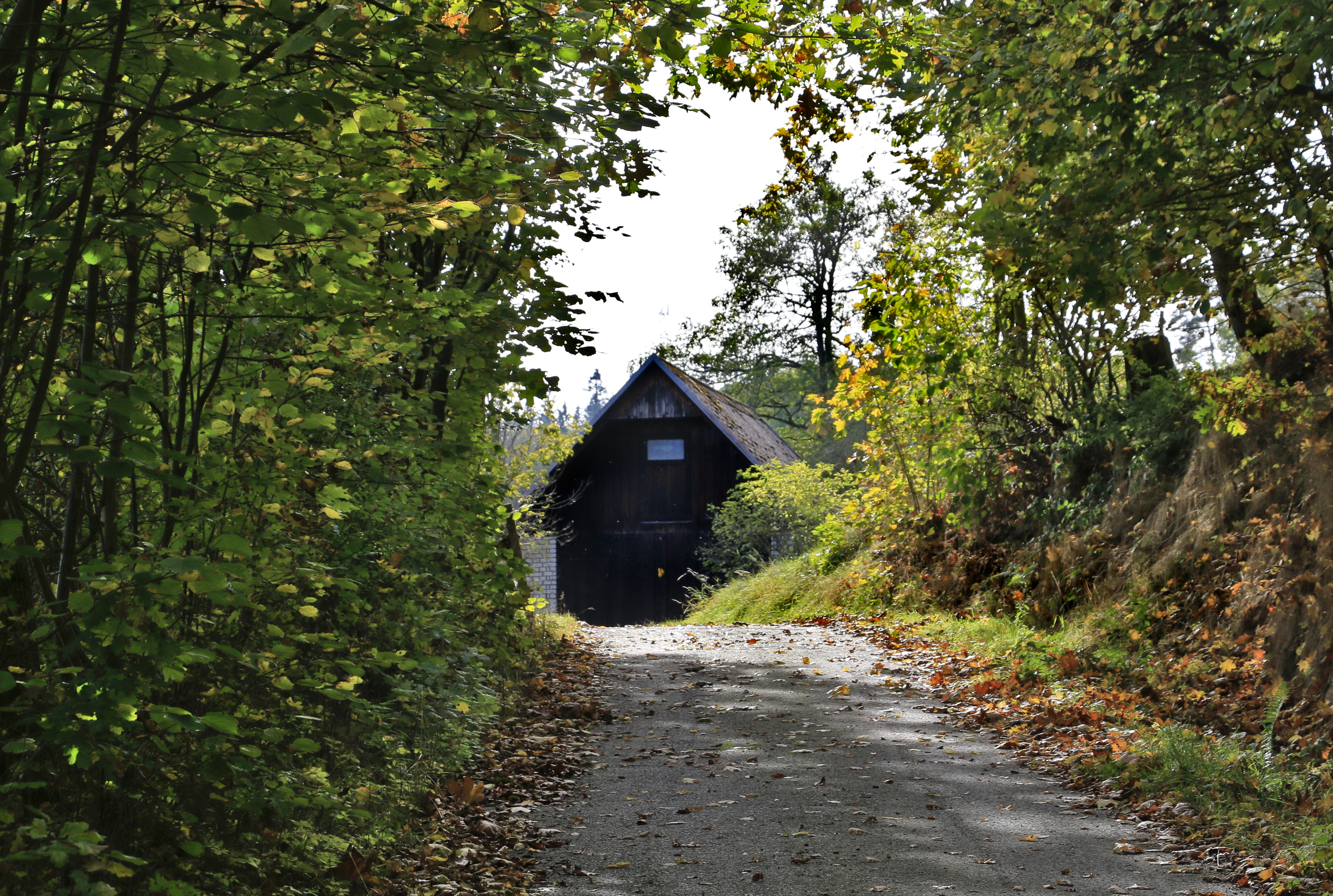
Příjezd k samotě
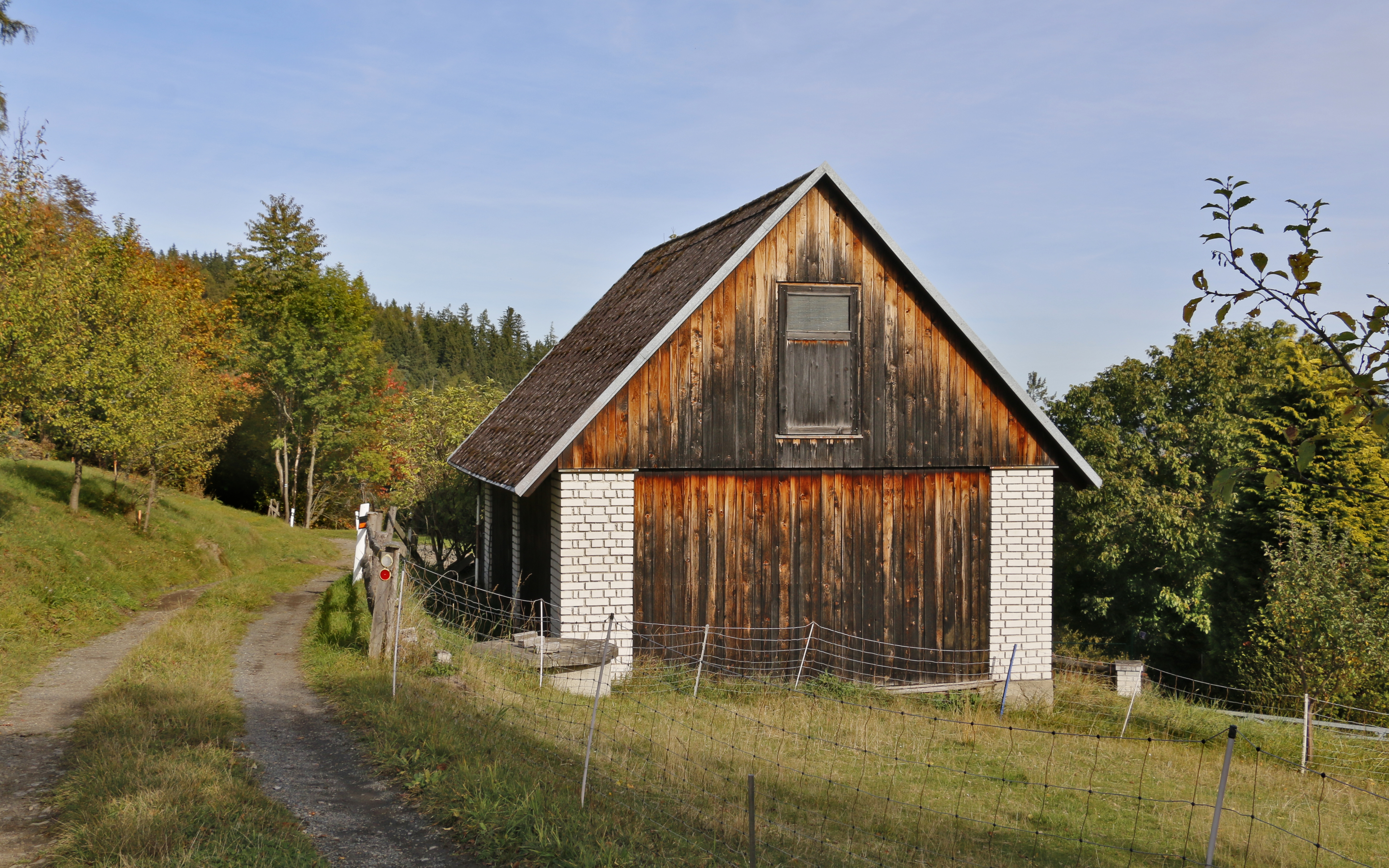
Stodola u cesty
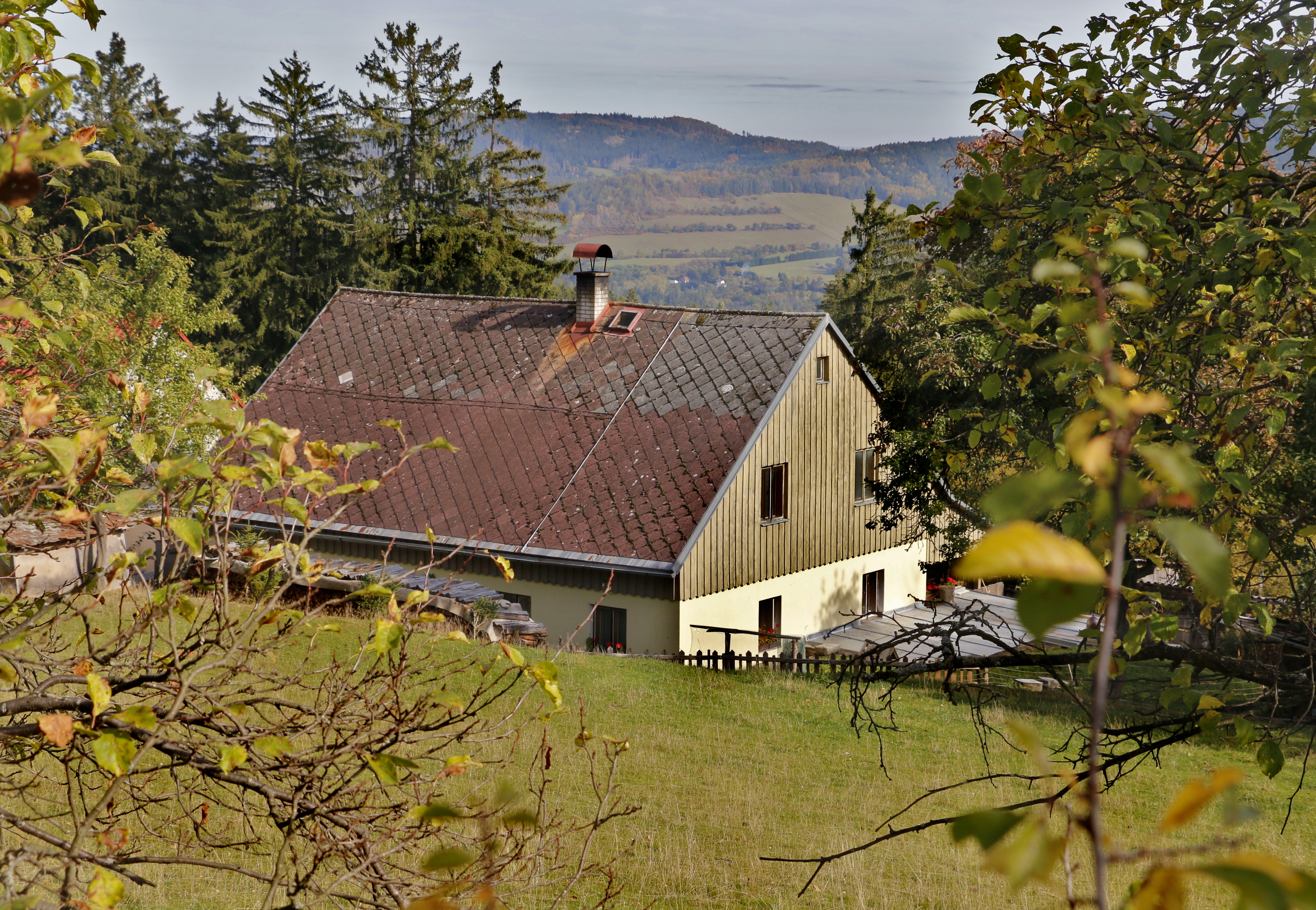
Dům čp. 11
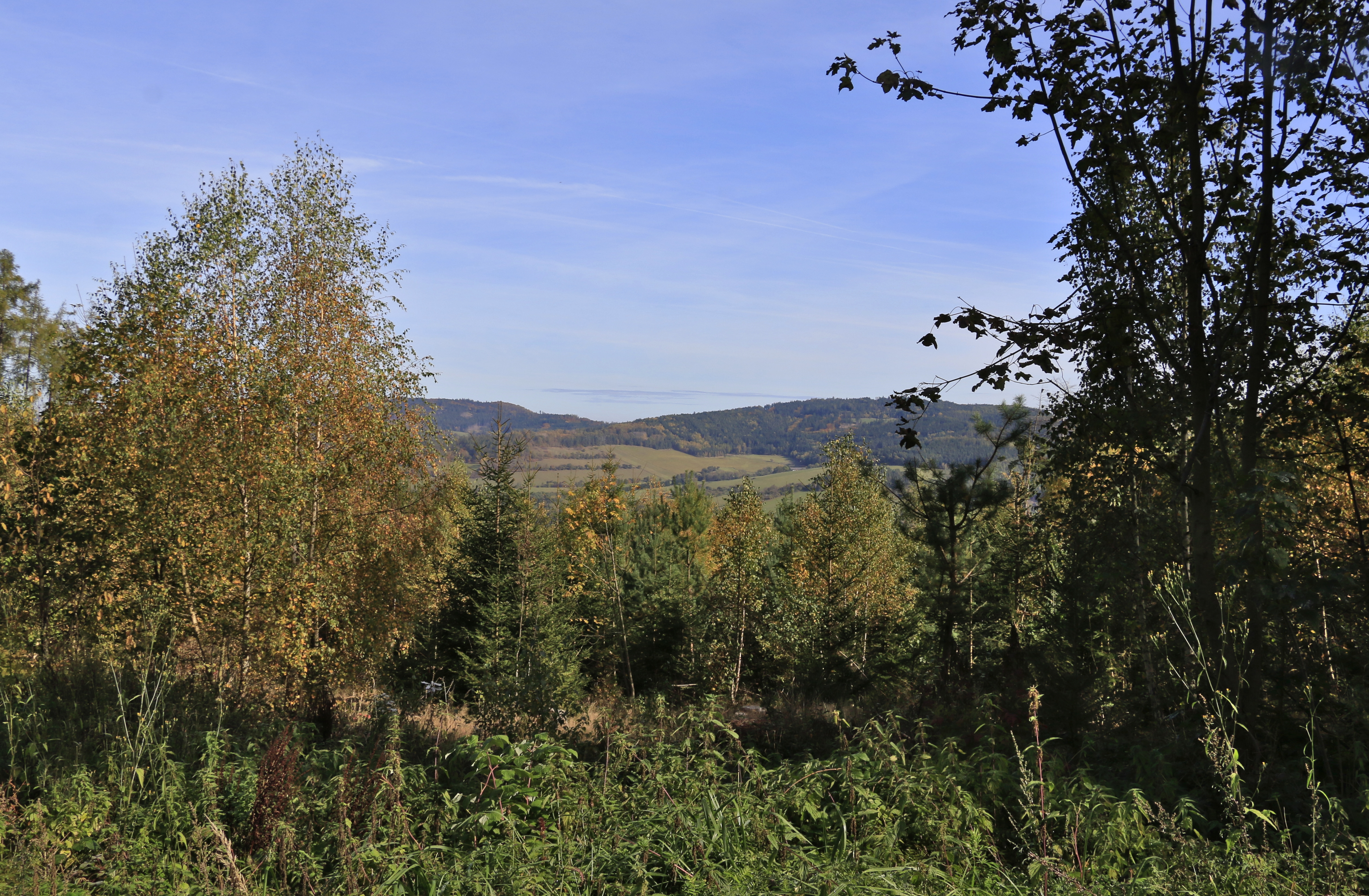
Krajina u příjezdové cesty